# Botryobasidiaceae
Botryobasidiaceae (лат.) — семейство грибов, входящее в порядок Лисичковые (Cantharellales).

## Описание
Плодовые тела кортициевидные, слабо развитые, гладкие или покрытые хлопьевидным налётом. Гифальная система мономитическая, гифы широкие, нередко разветвлённые, у некоторых представителей семейства с пряжками. У некоторых видов имеются цистиды. Базидии четырёх- или восьмиспоровые, цилиндрической или конусообразной формы. Споры неокрашенные, эллиптической или удлинённой формы, гладкие, бородавчатые или шиповатые, неамилоидные.

## Экология
Представители семейства являются сапротрофами, большая их часть произрастает на гниющих стволах и ветвях деревьев.

## Таксономия
Ближайший родственник семейства Botryobasidiaceae в порядке лисичковых — семейство Sistotremataceae, отличающееся более развитыми плодовыми телами.

### Синонимы
- Botryohypochnaceae (Parmasto) Jülich, 1981
- Botryobasidioideae Parmasto, 1968
- Botryohypochnoideae Parmasto, 1968

### Список родов
- Botryobasidium Donk, 1931
  - Allescheriella Henn., 1897 — анаморфа
  - Alysidium Kunze, 1817 — анаморфа
- Botryohypochnus Donk, 1931
- Suillosporium Pouzar, 1958